# Usine sidérurgique de Jœuf
L’usine sidérurgique de Jœuf est un ancien complexe sidérurgique dans la vallée de l'Orne, en Moselle, situé sur le ban des communes de Jœuf et de Moyeuvre-Grande. Décidée en 1871 par la famille de Wendel, qui voit toutes ses usines coupées du marché français par leur intégration dans la Moselle annexée, l'usine est fondée avec la participation des Schneider.
La découverte des riches gisements de minette lorraine du côté français assure la prospérité de l'usine. Détruite par les Allemands pendant la Première Guerre mondiale, l'usine est reconstruite à l'identique par les de Wendel. Ceux-ci en deviennent les seuls propriétaires en 1926. Jusqu'en 1960, l'usine prospère et est même pressentie pour devenir le deuxième pôle sidérurgique lorrain des produits plats. Mais après la construction des hauts fourneaux J1 et J2, ces ambitions sont abandonnées, la situation économique s'avèrant trop dégradée.
Les premières restructurations de la sidérurgie lorraine condamnent les unités obsolètes : l'aciérie et la plupart des trains sont ainsi fermés en 1969. Il ne reste plus que quelques unités, dont la nouvelle division des hauts fourneaux et le Train Continu à Fil, qui sont combinés avec les autres outils modernes survivants dans la vallée de l'Orne. L'usine disparait complètement en 2004, avec la fermeture de l'usine de tubes d'Europipe.

## Fondation (1871-1914)

### Contexte
L'usine de Jœuf nait de la nécessité pour la famille de Wendel de rester sur le marché français, en particulier celui du rail, alors que, au lendemain de la Guerre franco-allemande de 1870, toutes ses usines mosellanes sont intégrées dans l'Empire allemand. En effet, avant l'annexion, les usines wendeliennes écoulaient principalement leur production en France. Ainsi, dès la signature du traité de Francfort, les de Wendel réfléchissent activement à la création d'une usine sidérurgique en Meurthe-et-Moselle, connectée aux usines existantes de Moyeuvre et de Hayange. Les négociations aboutissent en 1878 : l'usine nouvelle est implantée dans la vallée de l'Orne, en amont de celle de Moyeuvre. Le chemin de fer privé de 9,5 km, reliant l'usine de Moyeuvre au port d'Uckange, est prolongé jusqu'à Jœuf afin d'importer le minerai extrait dans les mines de Moselle annexée,.
L'usine est construite au plus près de la frontière, sur un site de 19 ha dans une boucle de l'Orne, au lieu-dit « Franchepré ». La société De Wendel et Cie est constituée le 23 février 1880. Elle inclut une participation d'Eugène Schneider, qui apporte son expérience et ses droits sur le procédé Thomas, et de la banque Seillière-Demachy. Le fond social, de 6 Mfr à la création (la moitié étant apportée par Eugène Schneider), passe rapidement à 9 Mfr. Les Schneider apportent finalement 3,750 Mfr, mais Théodore II de Gargan, Henri I de Wendel et Robert de Wendel sont les seuls gérants.
|      | Fonte   | Acier Thomas | Poutrelles | Rails  | Fil    | Autres demi-produits |
| ---- | ------- | ------------ | ---------- | ------ | ------ | -------------------- |
| 1883 |         | 26 000       |            |        |        |                      |
| 1884 | 56 000  | 49 000       |            |        |        |                      |
| 1886 | 98 000  | 74 000       | 57 000     | 57 000 | 57 000 |                      |
| 1890 | 128 000 | 113 000      |            |        |        |                      |
| 1894 |         |              |            | 44 411 |        | 66 027               |
| 1895 |         |              |            | 25 008 |        | 86 152               |
| 1900 | 206 000 | 153 000      |            |        |        |                      |
| 1907 | 281 000 | 218 000      |            |        |        |                      |
| 1912 |         | 336 918      |            |        |        |                      |
| 1913 | 393 723 | 330 330      | 34 299     | 36 951 | 27 648 | 187 185              |

### Construction
L'usine est entièrement dédiée à l'utilisation du procédé Thomas. Elle profite de l'expérience acquise par les Schneider au Creusot et les de Wendel à Hayange : construite en un seul jet, elle est d'une modernité et d'une cohérence remarquable pour l'époque. Le chantier débute avec la construction de 200 logements à la cité de Génibois, à Jœuf. La construction commence en mai 1880 et les installations sont mises en service dès leur achèvement :
- les deux premiers hauts fourneaux sont mis à feu le 11 mai 1882, et produisent 80 t/j de fonte[note 3]. La batterie de 8 hauts fourneaux sera achevée 10 ans après, avec la mise à feu du haut fourneau 8 en juillet 1912[2] ;
- la construction de l’aciérie démarre en 1881[1] et la première charge est soufflée au convertisseur Thomas le 9 décembre 1882. La production de l'aciérie atteint 115 t/j d'acier en mai, tandis que 2 groupes supplémentaires de 2 convertisseurs chacun sont rapidement ajoutés. En 1891, les convertisseurs 1 et 2 sont remplacés par d'autres, de taille identique aux 4, 5 et 6. Enfin, un mélangeur à fonte complète le dispositif[2], le cubilot ne servant qu'à refondre la fonte du dimanche[4] ;
- le laminoir (train à billettes et train à rails ou à poutrelles) est mis en service en 1883. En 1885 est décidée la construction d'un deuxième laminoir à rails[2].

Mais le marché du rail s'essouffle vite : le brevet Thomas tombe dans le domaine public et, en 1895, les aciéries concurrentes de Longwy et  de Villerupt-Micheville sont opérationnelles. Les propriétaires de Jœuf, qui avaient anticipé cette évolution, mettent en service en 1896 un train à fil.
Ce train à fil est un des derniers investissements structurels. En 1900, l'usine de Jœuf est devenu un complexe mâture qui n'évolue plus significativement jusqu'à la Première Guerre mondiale, à l'exception des hauts fourneaux 7 et 8, mis à feu respectivement en 1909 et 1912, d'un blooming et d'une centrale de moteurs à gaz de haut fourneau, démarrés en 1901. Pour autant, sur cette période, les effectifs de l'usine doublent (1 470 en 1900, contre 3 025 en 1913) ainsi que la production.

### Optimisations
La livraison des produits est compliquée par le refus des autorités allemandes de connecter l'usine au réseau ferroviaire français, puisque celle-ci est alimentée en minette par un chemin de fer privé transfrontalier. La transport des marchandises vers la gare de Jœuf - Homécourt, construite en 1883 par la Compagnie des chemins de fer de l'Est comme une extension du réseau français, se fait alors par chevaux. Mais la route ne peut pas soutenir l'intense trafic (1 500 tonnes transportées certains jours !). Un tunnel est alors percé sous la côte de Montois-la-Montagne et la gare de Jœuf est construite, à 250 m de l'usine.
| 1876 | 573    |
| 1886 | 1 930  |
| 1901 | 5 304  |
| 1914 | 11 000 |

La population de Jœuf triple à peu près tous les dix ans. La main d'oeuvre est recrutée à l'étranger. Tout d'abord en Moselle occupée : en 1886, sur 1 930 habitants, on dénombre 819 étrangers, dont 743 Allemands qui sont en fait essentiellement issus des usines de Wendel de Moselle occupée (l'usine de Hayange, celle de Moyeuvre et celle de Stiring-Wendel). L'usine emploie alors 800 employés, les mines 300. Mais le recrutement local est incapable de faire face aux besoins, alors que d'autres usines se construisent à proximité. Les Italiens embauchés à la mine et à l'usine deviennent la principale main d'œuvre non qualifiée. Alors qu'il n'y avait aucun Transalpin en 1886, ils sont 654 (12 % de la population) en 1900, 1 716 (23,4 %) en 1906 et 2 802 (30 %) en 1911.

### L'heureuse découverte du gisement de Jœuf
La frontière dessinée par l'annexion suit exactement le gisement de minerai de fer connu. Mais tout porte à croire que les couches de minette se prolongent vers l'ouest, en s'enfonçant. Dès 1875, les maîtres de forges français se lancent dans l'acquisition de concessions, suivie immédiatement de sondages. Les de Wendel sont conscients du risque d'étouffement de leur usine de Jœuf si les droits d'exploitation de l'éventuel gisement leur échappent. Ils procèdent à plusieurs transactions, remembrements par échanges, etc. En 1885, la « concession de Jœuf » atteint 1 312 ha, réparties sur les territoires allemands et français.
En 1886, les premiers sondages commencent. Ceux-ci échouent à cause des entrées d'eau. Mais, en début 1896 le sondage du « Grand Fond » arrive sur un gisement sec d'une qualité analogue à celui de « Gross Moyeuvre ». Les années suivantes sont dédiées à l'aménagement de la mine du Grand Fond, qui ne produit encore guère que 200 t/semaine. Le second puits d'extraction est terminé en janvier 1905. L'extraction peut alors commencer sérieusement… Sauf que la main d'œuvre est à la fois introuvable et volontiers gréviste. L'approvisionnement en minerai est pérenne : des sondages en Meuse confirment la grande étendue du gisement lorrain. La concession d'Errouville, dans laquelle De Wendel et Cie a une participation de 2/12 (6/12 sont pour l'usine de Hayange et 4/12 pour Burbach), donne une minette siliceuse, indispensable pour le réglage des hauts fourneaux. Elle produit à partir de 1912, avec 22 000 t extraites.
L'usine de Jœuf, engoncée dans une boucle de l'Orne et privée de connexion au réseau ferrée français, est mal positionnée pour la production de produits finis. Pour pouvoir mieux s'implanter sur ce marché rémunérateur, les Tôleries de Messempré-Carignan sont achetées 30 août 1913. Elles disposent, sur 4 sites de production (Messempré, Osnes, Longchamps à Matton et Fenderie), d'un four Martin de 10 t, 4 fours à puddler, 2 laminoirs cannelés à barres, 3 laminoirs pour tôles moyennes et fines et 2 laminoirs à feuillards. Cet ensemble fabrique des produits spéciaux renommés, mais il est totalement démodé et ne produit guère que 15 000 t/an de tôle. Cependant, l'usine de Jœuf, qui vend 2/3 de sa production sous la forme de demi-produits, envisage un grand plan d'investissement.
En 1913, l'usine de Joeuf est constituée de 8 hauts fourneaux, 8 convertisseurs Thomas, 4 trains de laminoirs (blomming, rail et poutrelles, billettes, fil) et un atelier d'entretien. 2 383 ouvriers y travaillent,.

## La Grande Guerre (1914-1918)

### Abandon tactique, puis redémarrage…
Le 2 août 1914, soit un jour avant de déclarer la guerre à la France, l'armée allemande occupe Jœuf. Quelques jours après, le génie militaire allemand démarre le chantier de raccordement de l'usine à la gare de Jœuf. Puis il lance la construction du tronçon transfrontalier entre la gare de Jœuf et celle de Moyeuvre : pendant deux ans, des milliers de prisonniers russes sont affectés au percement d'un nouveau tunnel, sur la rive droite de l'Orne, dans le prolongement du premier creusé avant la guerre.
Mais les autorités définissent rapidement une stratégie d'abandon : l'usine va alors être l'objet d'un pillage systématique. Au cours des deux premières années, sont retirées les matières premières, les moteurs, les marchandises, les locomotives et, « d'une façon générale, tout ce qui est facilement transportable ». Les voies ferrées de la mine sont retirées en 1915.
Mais en fin 1915, la situation militaire se stabilisant, il est décidé de remettre à feu l'usine de Jœuf. Les machines sont rapatriées et, en septembre 1916 tout est prêt à redémarrer. Les voies au fond sont remises en place, quoique de manière anarchique et empêchant toute exploitation rationnelle du gisement. Cette mauvaise exploitation de la mine du Grand Fond, entre juillet 1916 et novembre 1918, dégrade significativement la valeur du site.

### …qui échoue: la destruction est ordonnée
Mais l'occupant s'avère incapable de trouver un encadrement compétent. Le directeur, Albert Bosment (1867-1960) refuse, par patriotisme, de collaborer au redémarrage. En début 1917, l'usine n'a toujours pas redémarré. L'ordre de Berlin tombe alors : il est demandé de fournir de la fonte « en prenant toute celle disponible et en brisant les machines pour s'en procurer d'avantage ». Le fameux « mouton Fritz » (une masse de 3  à   4 tonnes qu'on élève et laisse tomber sur les machines) se met à l'ouvrage,.
« Les démolisseurs se mettent à l'œuvre mais, « trouvant la place bonne et de toute sécurité », apportent une certaine lenteur à l'éxécution destructrice […].

À la fin de la guerre, l'usine se trouve dans un triste état. Beaucoup de moteurs à gaz sont endommagés par les gelées […], au laminoir, les machines à vapeur sont brisées. Toutes les machines outils sont enlevées, le magasin central vidé […] « À l'usine, tout est détruit sauf les hauts-fourneaux ». »
— Jean Thomas Casarotto, La sidérurgie des Wendel entre Orne et Fensch 1704-1978
Malgré le peu de zèle des démolisseurs, le bilan des destructions est lourd :
- la mine est en état de marche mais une partie importante du gisement est perdue ;
- les hauts fourneaux sont vidés, mais 4 d'entre eux nécessitent une réfection complète ;
- l'aciérie a été dépouillée de tout son matériel, il ne reste guère que les bâtiments ;
- les trains de laminoirs ont été brisés et expédiés comme ferraille (on retrouvera cependant le blooming démonté à la fenderie de Hayange) ;
- toutes les matières premières ont été enlevées[12] ;
- des usines de Messempré, Osnes et Fenderie, il ne reste guère que quelques vestiges[9].

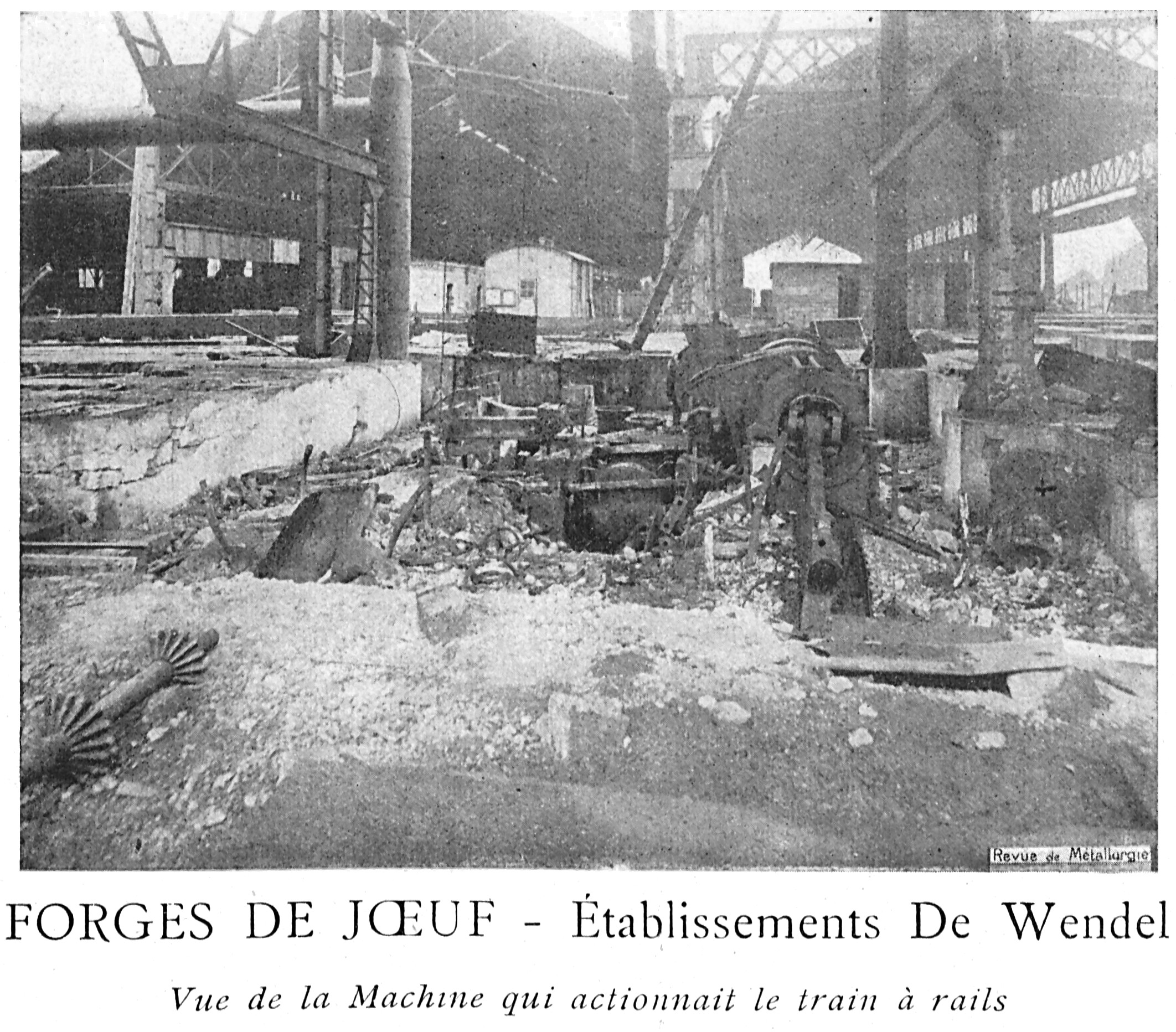
Vestiges de la machine du train à rail. En arrière-plan à gauche, le « mouton Fritz ».
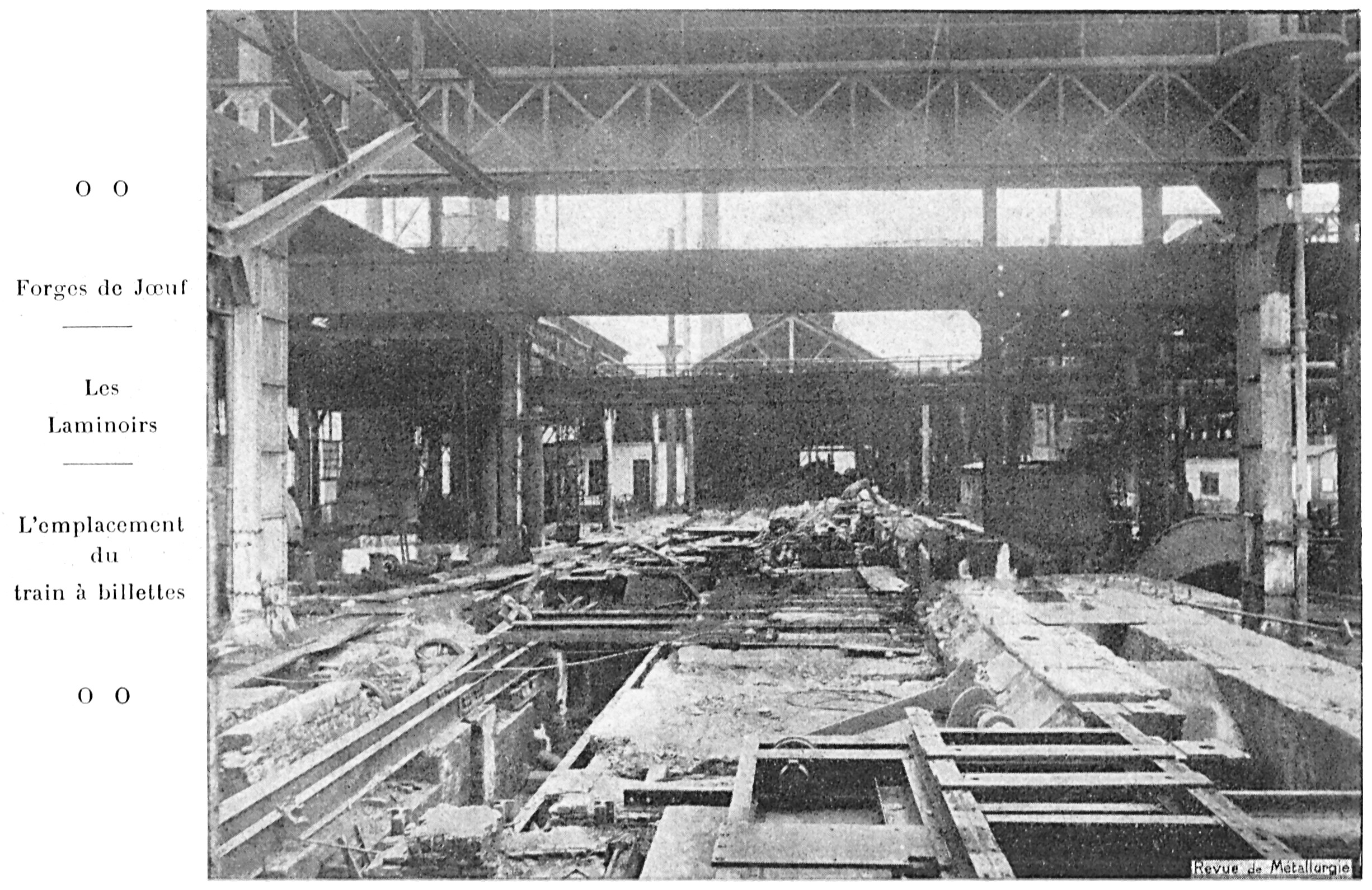
Emplacement du train à billettes.
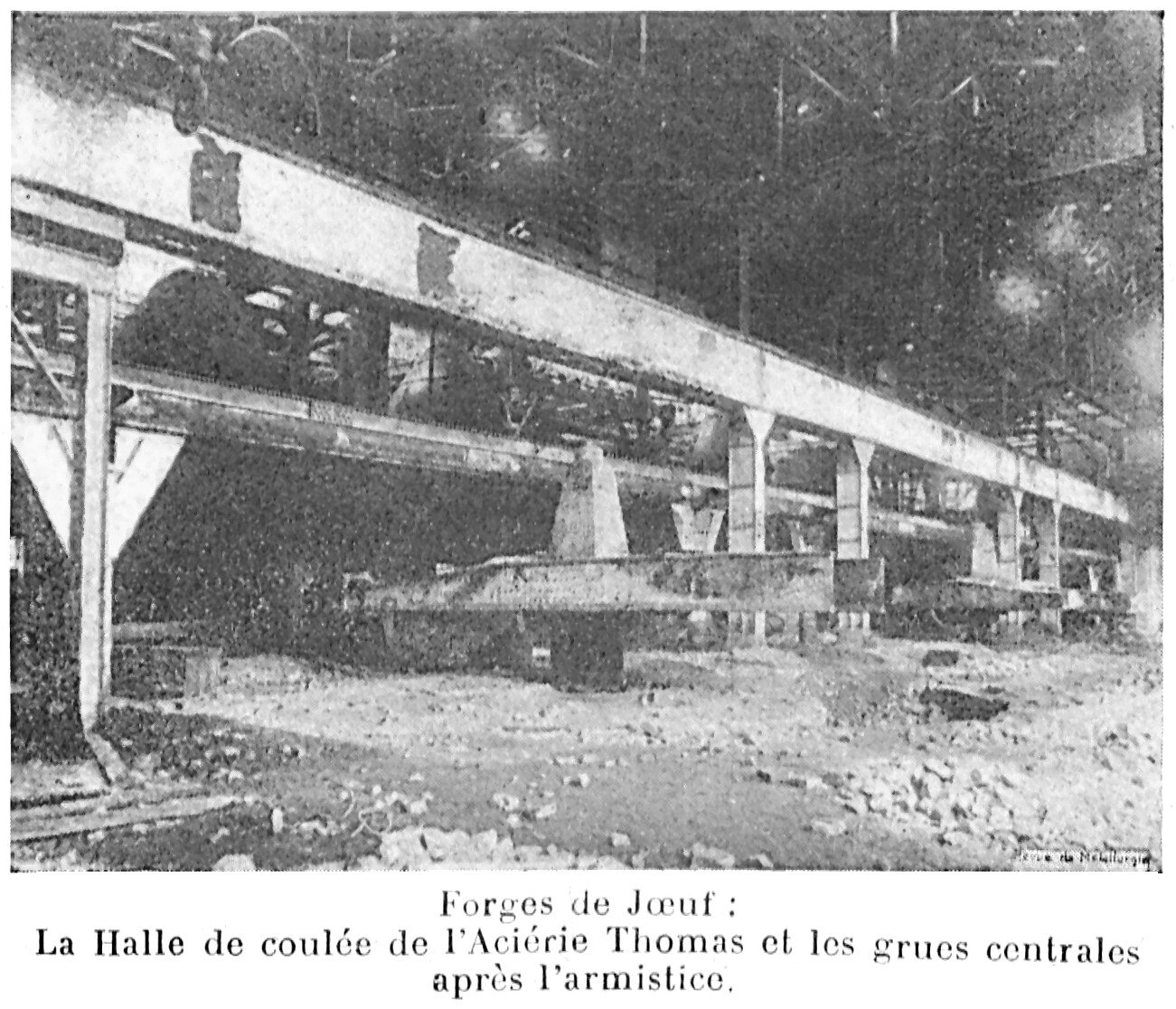
Halle de coulée de l'aciérie Thomas.
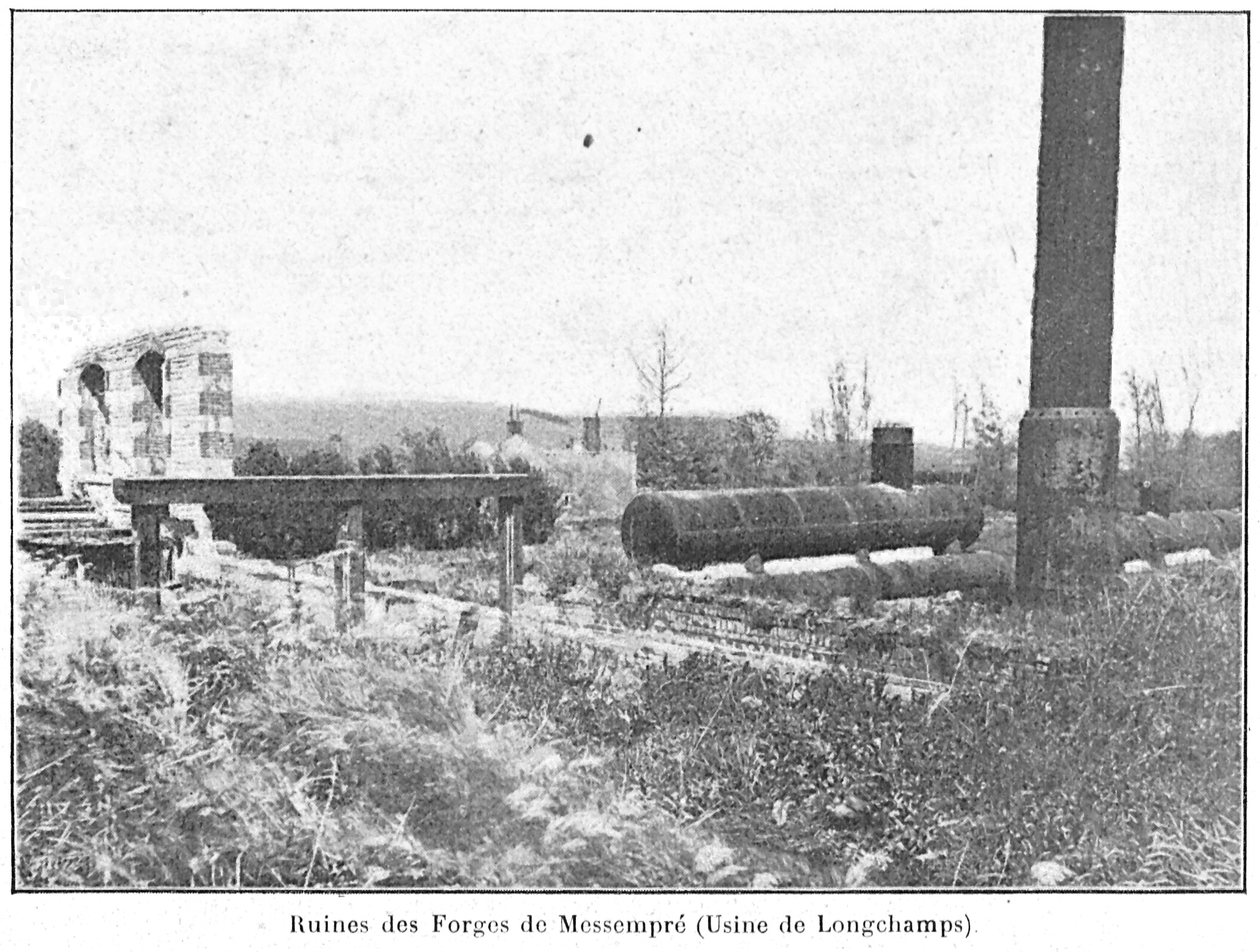
Ruines de l'usine de Messempré.
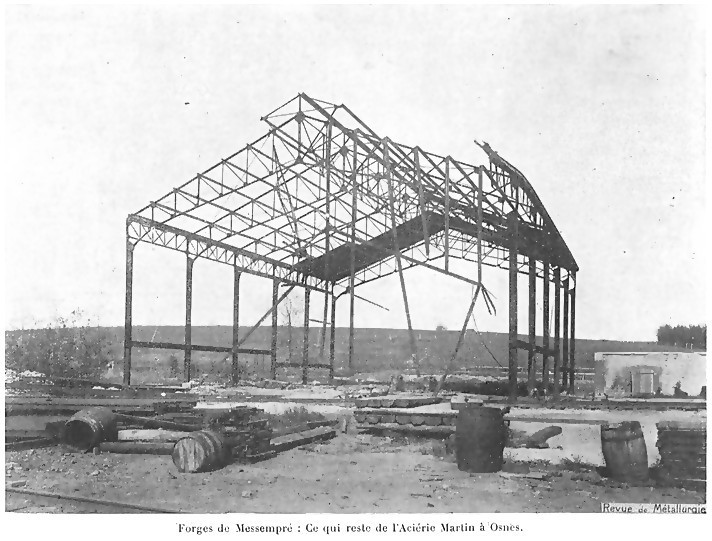
Vestiges de l'aciérie Martin d'Osnes.

## D'une guerre à l'autre (1918-1945)

### Prise en main par les Wendel
À l'Armistice, François II de Wendel constate cependant avec satisfaction que l’administration qu'il avait laissée sur place s'est efforcée de protéger la population. L'enthousiasme de la victoire le rend optimiste : « à l'usine et aux châteaux flottent à nouveau les drapeaux tricolores […], il n'y aura qu'à se remettre à l'œuvre. Ce n'est pas un travail de titan ».
|      | Fonte (kt) | Acier (kt) | Laminés (kt) |
| ---- | ---------- | ---------- | ------------ |
| 1919 | 54         |            |              |
| 1920 | 150        | 80         | 75           |
| 1921 | 210        | 85         | 75           |
| 1922 | 300        | 200        | 175          |
| 1923 | 250        | 195        | 175          |
| 1924 | 400        | 334        | 300          |
| 1925 | 425        | 355        | 325          |
| 1926 | 455        | 375        | 345          |
| 1927 | 500        | 405        | 375          |
| 1928 | 535        | 445        | 435          |
| 1929 | 541        | 442        | 420          |
| 1930 | 540        | 444        | 410          |
| 1931 |            | 388        |              |
| 1932 |            | 242        |              |
| 1933 |            | 267        |              |
| 1934 | 332        | 249        |              |
| 1935 |            | 243        |              |
| 1936 |            | 245        |              |
| 1939 | 314        | 260        |              |

Les de Wendel peuvent reprendre la gestion de leur usine. Quelles que soient les destructions, celles-ci ne justifient pas de revoir l'outil industriel : la reconstruction se fait à l'identique d'avant-guerre. La remise en marche de la mine est la priorité. Les deux hauts fourneaux les moins détériorés sont réparés en premier : la capacité de production de fonte sera restaurée en 1920. Le 8 juin 1920, l'aciérie et le blooming sont redémarrés. Le train à fil suit le 25 octobre 1920, le trio de 600 en septembre 1921, les trains à billettes et à rails en 1922. La production d'Osnes et Messempré est d'abord concentrée à Osnes avec un groupe provisoire de 3 trains de laminoirs. La reconstruction des usines d'Osnes, Messempré, Longchamps et la Fenderie est finie en 1920. À Osnes, une nouvelle tôlerie est même en cours de construction.
De son côté, le monde ouvrier, qui subit l'inflation, entend aussi améliorer son quotidien et mettre fin aux sacrifices consentis pendant la guerre. Jusqu'en 1920, la situation sociale reste tendue. Puis une brève crise de surproduction stabilise la situation, pendant que l'encadrement, progressivement démobilisé, remet en ordre l'exploitation. En 1924, l'usine parvient enfin à battre les records établi avant la guerre. La faiblesse du franc favorise les exportations et, jusqu'en 1930, chaque année voit des records de production tomber dans les divers ateliers
La cohabitation entre la famille Wendel et Schneider et Cie ne se fait pas sans heurt. Les de Wendel redoutent la présence d'un concurrent au milieu de leur fief. En 1926, ceux-ci trouvent un arrangement : ils lui cèdent leurs parts dans la Société Minière des Terres-Rouges et, avec un apport en cash et en métal, parviennent à prendre le contrôle complet de l'usine. L'opération leur coûte une somme considérable, 75,5 millions de francs, mais « dès lors, les forges de Hayange, Moyeuvre et Jœuf sont réunies dans une seule main ». 
La crise de 1929 impacte l'activité. Les effectifs de l'usine baissent : 2 900 ouvriers en 1929, 2 923 en 1931 puis 1 896 en 1936. Cette année-là, l'usine de Jœuf compte :
- 8 hauts fourneaux ;
- l'aciérie Thomas d'une capacité de 600 000 t/an (2 mélangeurs et 6 convertisseurs) ;
- les laminoirs (1 blooming, 1 train réversible pour billettes, 1 trio pour rails et poutrelles, 1 train à fil) ;
- la tôlerie de Messempré d'une capacité de 40 000 t/an (6 trains à chaud).

### La revanche allemande
Pendant la Seconde Guerre mondiale, la Moselle se voit immédiatement imposée une politique de germanisation qui évince les managers français. Toutes les usines sidérurgiques de Lorraine (à l'exception du bassin de Longwy) tombent sous l'autorité de l'industriel sarrois Hermann Röchling, promu Generalbeauftragter für Eisen unf Stahl in Lothringen. Or celui-ci a une rancune personnelle contre François II de Wendel :
« N'ayant pas oublié sa longue incarcération après la Grande Guerre, Röchling voit évidemment l'heure de sa revanche, convaincu de la responsabilité personnelle de François de Wendel dans la prolongation de sa captivité. »
— Jean Thomas Casarotto, La sidérurgie des Wendel entre Orne et Fensch 1704-1978
Tenant pour « nécessaire le démembrement de la firme de Wendel », il a des vues particulières sur l'usine de Jœuf, symbole de l'attachement de la famille à la France. Jœuf sera la seule usine sidérurgique française à subir des démontages. Au-delà des velléités de revanche, c'est le système de motorisation des laminoirs, totalement reconstruit en 1918 avec un équipement électrique moderne, qui est convoité pour la réorganisation des usines sidérurgiques de Russie.
À l'arrivée des Allemands, le 14 juin 1940, l'usine est arrêtée et son personnel licencié. Les de Wendel sont interdits de séjours en Lorraine. L'usine reste à l'arrêt complet jusqu'à la fin de la guerre. La mine de Jœuf, par contre, reste exploitée, quoiqu'au ralenti : de 934 kt de minette en 1939, sa production n'est plus que de 171 kt en 1945, loin de l'année record de 1929 (1 565 kt),.
En janvier 1942, Hermann Röchling propose à Göring de prendre les équipements de Jœuf pour les remonter en Ukraine. Les de Wendel refusant de signer à l'amiable une cession, l'occupant décide sa réquisition. Quelques mois plus tard, le démontage de l'équipement électrique des laminoirs commence : un matériel d'une valeur d'environ 100 millions est saisi. La mine de Jœuf subit de même un traitement exceptionnel : c'est la seule mine de Meurthe-et-Moselle dont l'administration échappe à son propriétaire, les Allemands arguant que ses travaux communiquant avec ceux de la mine mosellane de Franchepré, le minerai soit être mis à disposition des usines de Moselle annexée.

## L'après-guerre (1945-1967)

### La nouvelle donne de 1945
|      | Fonte (t) | Acier (t) |
| ---- | --------- | --------- |
| 1952 | 426 170   | 342 011   |
| 1955 | 468 000   | 368 000   |
| 1956 | 440 200   | 360 000   |

À la Libération, outre le désordre général, tout manque : électricité, charbon, minerai, etc. En mars 1945, les 1 953 employés de Jœuf, tout comme les 10 844 des 3 usines de la famille de Wendel, sont payés difficilement, alors que les usines produisent à peine. Quant au matériel démonté, chargé sur plus de 40 wagons, il arrive en Europe de l'Est alors que la situation militaire est déjà compromise. Le fret est refoulé vers l'Allemagne et l'Autriche. Il sera partiellement récupéré après de laborieuses recherches qui vont durer jusqu'en 1948.
Le rôle de l'État devient prépondérant. Plus personne ne songe à ressusciter le Comité des forges, dissous en 1940. Un plan national à 12 Mt est envisagé. Mais si le tonnage est atteignable, les coûts de production sont inacceptables. La modernisation sera une optimisation consistant à associer les usines de Moyeuvre et Jœuf, d'y investir 4,4 MdF pour les conforter dans leur orientation antérieure, les profilés et le fil machine. L'usine de Méssempré est également condamnée, mais le HF9, dont la construction avait débuté dans les années 1930 est enfin mis à feu.

### Le rêve de 1960…
Après la reconstruction du pays, l'usine renoue progressivement avec les records de production. Il faut tout de même attendre 1953 pour que la production atteigne 390 kt de fonte et 300 kt d'acier. Un investissement majeur est aussi mis en chantier cette année-là : le train continu à fil, qui démarre en 1955,. Pour faire tourner cet outil, les effectifs de 1955 atteignent 2 569 ouvriers et employés.
Au début des années 1960, de Wendel arrive au bout de sa stratégie de modernisation d'unités existantes. L'entreprise a tout misé sur l'usine de Hayange, puis, portée par le succès de la Sollac dans laquelle elle possède 64,3 % des parts, elle a laissé l'activité se rationaliser tout en glissant vers l'aval de la vallée de la Fensch. La vallée de l'Orne pourrait alors bien bénéficier d'un traitement semblable : de Jœuf à Moyeuvre, il s'y entasse 12 hauts fourneaux, 10 convertisseurs thomas et 16 laminoirs. Le 4e plan quinquennal (1962-1965) pose des objectifs ambitieux et envisage la création de 2 nouveaux laminoirs à chaud en continus, à Dunkerque… et à Jœuf. C'est dans cette perspective que de Wendel annonce son premier projet d'usine neuve intégrée, qui se veut la réponse lorraine à l'usine côtière de Dunkerque qui démarre en 1963 :
« Cette nouvelle usine, prévue pour une capacité de 4 Mt/an en dernière phase, doit être installée à Jœuf dans l'étroite vallée de l'Orne avec 5 hauts-fourneaux, une aciérie à l'oxygène et des gros trains de laminoirs. On évoque même la possibilité de construire un train à bandes ! »
— Jean Thomas Casarotto, La sidérurgie des Wendel entre Orne et Fensch 1704-1978
La construction commence avec les hauts fourneaux. Une nouvelle division est créée, avec les hauts fourneaux J1 et J2, associés à l'usine jovicienne alors qu'ils sont en réalité sur le ban de la commune de Moyeuvre-Grande. Ils sont mis à feu respectivement en août 1961 et juin 1964. Ce sont des unités modernes et puissantes, capables de produire 1 000 t/j (et 1 500 t/j quand ils seront alimenté en minerai aggloméré). Ainsi, en 1966, l'usine de Wendel de Jœuf compte :
- la mine de Jœuf avec une préparation mécanique des minerai, produisant 9 000 t/j ;
- 4 hauts fourneaux répartis dans 2 divisions ;
- une aciérie Thomas à 6 convertisseurs, produisant 1 900 t/j ;
- les laminoirs (1 blooming, 2 trains de 880 à billettes et à poutrelles, 1 trio de 600 à poutrelles et laminés marchands) ;
- 1 train continu à fil à 4 veines, produisant 1 300 t/j ;
- des usines annexes (2 centrales électriques, une usine de profilage à froid de Messempré, une tréfilerie à Champagnac-la-Rivière, les carrières et fours à chaux de Sorcy-Saint-Martin, etc.)[30].

### …et le réveil quelques années après
Au même moment, à quelques kilomètres de là, l'usine de Gandrange-Rombas est en pleine transformation. Le gigantesque complexe qui se construit va remplacer 3 usines : la vieille usine de Gandrange, celle de Knutange et celle d'Hagondange. Sans alliance stratégique et dans un environnement économique dégradé qui condamne l'emploi de la minette lorraine (en 1961 se produit la première crise structurelle qui condamne le modèle économique fondé sur l'emploi de la minette), la construction d'une usine à Jœuf apparait incongrue. Quand le 5e plan quinquennal (1966-1970) est discuté, l'idée d'un complexe jovicien centré sur les tôles est abandonné au profit de celui de l'agrandissement de Dunkerque (3e haut fourneau et cokerie). Pour les Lorrains, cet abandon est ressenti comme le commencement de la fin. Un mouvement de grève générale s'amorce en avril 1967. L'usine de Knutange, particulièrement menacée, entraîne derrière elle les autres.

## Regroupements et fermetures (1967-1991)

### Les fermetures avec Wendel-Sidélor
Un nouveau mouvement de concentration est exigé par l'État. En 1967, Wendel-Sidélor est fondée. Toutes les principales usines sidérurgiques de Moselle sont intégrées dans un ensemble produisant 7 Mt d'acier. L'ensemble est cependant excessivement fragmenté. Par exemple, les hauts fourneaux sont dispersés dans 7 usines distinctes et situées — à l'exception des ceux de Micheville — dans un rayon de moins de 10 km. À la différence des usines de Florange et de Rombas, l'usine de Jœuf n'a pas été modernisée en profondeur : elle n'est pas épargnée. Pourtant, en 1969 et 1970, une embellie succède à la crise qui frappe le secteur depuis 1961. Louis Dherse, administrateur du nouvel ensemble, comprend le caractère conjoncturel de cette reprise, et maintient un plan de restructuration énergique. De 1968 jusqu'au milieu de 1971, sont fermés :
- 18 hauts fourneaux sur 49 : l'ancienne division de Jœuf (1 haut fourneau en 1967, 3 en 1968[37]) disparait ;
- 2 aciéries Thomas sur 8 : les aciéries de Jœuf (dernière coulée le 15 février 1969[29],[3]) et de Moyeuvre sont les victimes ;
- 2 aciéries Martin sur 5, cette décision ne concerne pas Jœuf, qui n'a pas investi dans cette technologie ;
- 21 laminoirs sur 64 : l'ancienne division de Jœuf en fait partie[38] (2 trains en 1968, 2 en 1969[37], en même temps que l’aciérie[29]).

Ainsi, de l'usine de Jœuf, il ne reste plus que les unités amont et aval, soit la nouvelle usine d'agglomération (une chaîne Lurgi (de) de  288 m2, soit une des plus grandes du monde) qui vient de démarrer en septembre 1968 et les 2 hauts fourneaux (capacité 1,3 Mt/an), ainsi que le Train Continu à Fil (le TCF, de capacité 500 000 Mt/an). Tout ce qui est entre, de l'aciérie aux trains à demis-produits, a fermé. L'usine à tubes de Jœuf et celle de profilage à froid de Messempré sont aussi conservées. En 1973, elles constitueront la Société des Profilés et Tubes de l'Est.
La situation économique se dégrade brutalement après le 15 août 1971 (annonce de l'inconvertibilité du dollar en or). Il faut encore couper : le « plan Dherse » est annoncé en octobre 1971. À Jœuf, les fermetures ont déjà été faites, il ne s'agit que de rationaliser l'organisation. En 1972, l'amont de Jœuf est ainsi associé avec l'usine d'Homécourt pour constituer l'unité Orne amont

### La fin
Il ne reste donc plus guère que les hauts fourneaux J1 et J2… et quelques projets pour agrandir la division. Mais, en 1972, le J3 est différé. Surtout, les tensions sociales deviennent insupportables et le gouvernement s'en mêle : en mi-1973, quand Wendel-Sidélor absorbe Sacilor pour devenir Sacilor - Aciéries et Laminoirs de Lorraine, Louis Dherse et Henri II de Wendel quittent leurs fonctions. Immédiatement, le plan Dherse est gelé.
L'arrêt définitif du train continu à fil est décidé pour le 21 décembre 1984.
En 1973, la production des J1 et J2 est de 1,23 Mt de fonte. En 1987, leur fermeture est annoncée, conséquence de la fusion d'Usinor et Sacilor et de leur plan de modernisation, de suppression d'emplois (−17 000) et de capacités de production de fonte (−1 Mt). Ils sont arrêtés respectivement le 23 décembre 1988 et le 10 novembre 1989. L'usine d'agglomération arrête le 7 janvier 1990. Le démantèlement est rapide : le dynamitage des deux hauts fourneaux est réalisé en avril et mai 1991.
En 2004, le site de fabrication de tubes soudés en spirale, intégré dans le groupe Europipe, cesse à son tour sa production, mettant un terme à toute activité liée au fer sur le site de Franchepré.